# پرچم جمهوری دومینیکن
پرچم جمهوری دومینیکن در تاریخ ۱۴ - سپتامبر ۱۸۶۳ به تصویب رسید؛ که شامل یک صلیب سفید در وسط و چهار مستطیل سفید و آبی را از هم جدا می‌کند. وسط صلیب آرم یا نشان ملی گذاشته شده‌است.

## معنی پرچم
رنگ قرمز نماد خون سرازیر شده ای برای استقلال کشور و رنگ آبی نماد آزادی است. در مرکز صلیب سفید، نشان ملی قرار دارد.
نشان ملی، دارای سپری با طرح پرچم و محاصره شده توسط شاخه درخت برگ بو (سمت چپ) و شاخه نخل (راست)، در مرکز صلیب قرار دارد.
در بالای سپر، یک روبان آبی شعار ملی «خدا، میهن، آزادی» را نشان می‌دهد. در زیر سپر، عبارت «جمهوری دومینیکن» روی یک روبان قرمز ظاهر می‌شود. در مرکز سپر، در دو طرف سه نیزه و انجیل با یک صلیب کوچک بالای آن قرار دارد و گفته می‌شود به انجیل یوحنا، فصل ۸، آیه ۳۲ باز می‌شود که می‌گوید «و حقیقت شما را آزاد خواهد کرد.»
این پرچم یکی از ۲۸ پرچم ملی است که دارای نمادهای آشکار مسیحی می‌باشد. همچنین همراه با هائیتی، بولیوی، کاستاریکا، اکوادور، السالوادور و ونزوئلا، یکی از هفت پرچم ملی است که طراحی آن شامل تصویری از خود پرچم است.